# Masterbook
Masterbook è un gioco di ruolo generico pubblicato dalla West End Games e sviluppato sulla base del sistema usato nei loro giochi precedenti Torg e Shatterzone. Al 2011 è di proprietà della Precis Intermedia Gaming.
Masterbook fu usato per pubblicare ambientazioni basate su diverse proprietà intellettuali, tra cui Indiana Jones, I racconti della cripta, Species e la serie di romanzi Necroscope di Brian Lumley in un tentativo da parte della West End Games di riuscire a trovare una proprietà di successo come lo furono Ghostbusters e Guerre stellari - Il gioco di ruolo (The Star Wars Roleplaying Game). Inoltre fu usato per un'ambientazione originale, Bloodshadows. Nonostante le diverse licenze, fu comunque un fallimento commerciale per via di una serie di fattori, tra cui l'estremo dettaglio delle meccaniche di gioco,  l'inusuale metodo di risoluzione dei conflitti che utilizzava una sintesi di dadi e carte da gioco e il basso livello di potere ed effetti a disposizione dei personaggi anche in ambientazioni fantastiche o pulp come Indiana Jones. Quest'ultimo punto era in diretto contrasto con le possibilità dei personaggi di Torg, il che allontanò molti fan dei giochi precedenti.
Nel 1996 la West End Games rendendosi contro dell'errore pubblicò il D6 System, un manuale che sintetizzava in un sistema generico il più semplice regolamento di gioco usato per Guerre stellari - Il gioco di ruolo, pubblicando anche delle regole di conversione per alcuni giochi della linea Masterbook. Per il 1997 la linea era stata completamente chiusa e il D6 System era diventato il nuovo sistema in house della West End Games.
Successivamente al fallimento della West End Games la proprietà di Masterbook passò brevemente alla Humanoin Associates nel 2001, quindi alla Purgatory Publishing di Eric J. Gibson nel 2002 e infine, dopo il fallimento di quest'ultima, alla Precis Intermedia, che si è limitata alla ristampa su richiesta dei manuali e alla loro pubblicazione in PDF.

## Sistema di gioco
Il Masterbook utilizza due forme complementari di risoluzione dei conflitti in gioco, una basata sul lancio di due dadi a dieci facce e l'altra sull'uso di apposite carte da gioco (il Masterdeck) che influenzano il risultato dei dadi, le azioni dei personaggi e la trama della storia, in maniera simile al drama deck usato in Torg.

## Prodotti
- Ed Stark (1994). Masterbook. Manuale base
  - (1994). Masterdeck. Un mazzo di 108 carte da usare per il gioco.
  - Greg Farshtey, George Strayton, Paul Sudlow, John Terra (1996). Masterbook Companion. Ulteriore materiale e regole, consigli per il master, la conversione dal sistema Masterbook al D6 System.
  - Miranda Horner, George R. Strayton (1996). The E-Branch Guide to Psionics.

- Greg Farshtey (1994). The World of Bloodshadows. Descrizione dell'ambientazione, un misto di fantasy e noir
  - Sandy Addison, Dustin Browder, Bill Olmesdahl, Ed Stark (1994). The Unnaturals. Mostri dell'ambientazione, giocabili anche come personaggi
  - Steven Brown, Stephen Crane, Greg Farshtey, Miranda Horner, Bill Olmesdahl, David Scott Palter, Peter Schweighofer, Ed Stark (1995). Fires of Marl. Materiale vario e miniavventure sui miti dell'ambientazione
  - Teeuwynn Woodruff (1994). Galitia. Descrizione della città di Galitia
  - Stephen Crane (1994). Mean Street. schermo del master, consigli per il master, descrizione della città di Albredura e una miniavventura.
  - Nigel Findley (1995). Padarr Citybook. Descrizione della città di Paarr e idee per avventure
  - Jeff Cisneros, Greg Farshtey, L. Douglas Garrett, Paul Sudlow (1995). Shadows of Selastos. Quattro avventure
  - Sanford Berenberg, Bill Olmesdahl (1995). Sorcerer's Crib Sheet. Supplemento dedicato alla magia
  -  Shane Lacy Hensley (1995). Wilderness
- Greg Farshtey, Brian Sean Perry, Peter Schweighofer (1994). The World of Indiana Jones. Ambientazione basato sulla serie di film di Indiana Jones. Vedi la relativa voce per i supplementi pubblicati.
- Greg Farshtey, Teeuwynn Woodruff (1996). The World of Tales from the Crypt. Pubblicato su licenza e basato sulla serie di telefilm I racconti della cripta
  - Steven Brown, Mike Montesa (1996). Cryptic Campaigns
- Edward Bolme (1995). The World of Necroscope. Ambientazione su licenza della serie di romanzi Necroscope di Brian Lumley. Un misto di spionaggio e paranormale in cui esistono persone dotate di poteri extrasensoriali e creature fantastiche come i vampiri
  - Miranda Horner, Daniel Scott Palter, Brian Sean Perry, Jesse VanValkenberg (1995). Deadspeak Dossier
  - Mark Barnabo, Edward Bolme, Angel Leigh McCoy, Christopher E. Wolf (1996). Operation: Nightside. Manuale sullo spionaggio
  - Edward Bolme, Andrew Heckt (1996). Wamphyri.
- Shane Lacy Hensley (1995). The World of Aden. Pubblicato su licenza della Strategic Simulations e basato sul videogioco World of Aden: Thunderscape. Comprende conversione al D6 System.
  - Stephen Crane (1996). The World of Aden: Campaign Chronicles
- Teeuwynn Woodruff (1995). The World of Species. Basato sul film Species
- Bill Olmesdahl, Brian Schomburg (1995). The World of Tank Girl. Pubblicato su licenza e basato sulla versione cinematografica di Tank Girl